# Bistum El Tigre
Das Bistum El Tigre (lateinisch Dioecesis Tigrensis, spanisch Diócesis de El Tigre) ist eine in Venezuela gelegene römisch-katholische Diözese mit Sitz in El Tigre. 

## Geschichte
Das Bistum El Tigre wurde am 31. Mai 2018 durch Papst Franziskus aus Gebietsabtretungen des Bistums Barcelona errichtet und dem Erzbistum Cumaná als Suffraganbistum unterstellt. Erster Bischof wurde José Manuel Romero Barrios.
Das Bistum El Tigre umfasst die im Süden des Bundesstaates Anzoátegui gelegenen Municipios El Tigre, El Tigrito, Mapire, Pariaguán und Soledad.